# 凱文·畢曉普
凱文·畢曉普（英語：Kevin Bishop，1980年6月18日—）是英國的一名演員和喜劇演員。他最著名的作品是英國第四台的喜劇節目凱文·畢曉普秀（The Kevin Bishop Show）。

## 外部連結
- 凱文·畢曉普在互联网电影资料库（IMDb）上的資料（英文）
- BBC Interview